# Рогагин, Владимир Гаврилович
Владимир Гаврилович Рогагин (род. 4 июня 1938) — советский хоккеист, нападающий, тренер.

## Биография
Воспитанник екатеринбургского хоккея. Играл за «Спартак» Омск (1957/58 — 1960/61), «Динамо» Новосибирск (1961/62), «Сибирь» Новосибирск (1962/63).
В классе «А» провёл четыре сезона (1959/60 — 1962/63).
В 1970-х — 1980-х годах — тренер в СКА Новосибирск.